# Jörg Henke

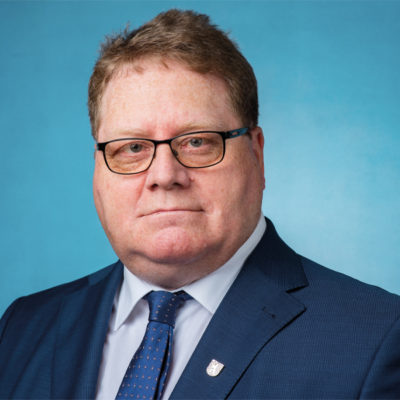
Jörg Henke (2020)

Jörg Henke (* 23. Juni 1961 in Apolda) ist ein deutscher Politiker (AfD). Er war von 2014 bis 2024 Abgeordneter des Thüringer Landtags.

## Leben und Beruf
Henke absolvierte eine Ausbildung zum Maurer. Seit einem Arbeitsunfall im Jahr 2008 ist er berufsunfähig und bezieht Privatrente.

## Politik
Bei der Landtagswahl in Thüringen 2014 wurde er über die Landesliste der AfD Thüringen in den Landtag gewählt. Bei der Landtagswahl 2019 wurde erneut über die Landesliste in den Landtag gewählt. Bei der Landtagswahl 2024 kandidierte er nicht erneut. Außerdem ist er ehrenamtlich als Gemeinderatsmitglied von Crossen an der Elster tätig. 
Er ist Unterzeichner der Erfurter Resolution.
Henke war in Crossen Erster Beigeordneter und somit Stellvertreter des Bürgermeisters. Wegen seiner Teilnahme an einer Leserreise des islamfeindlichen und rechtspopulistischen Blogs PI-News geriet er in die Kritik. Zudem wurde ihm vorgeworfen, seine Tätigkeit im Gemeinderat zugunsten seines gleichzeitigen Engagements im Landtag zu vernachlässigen. Daraufhin wählte der Gemeinderat ihn im März 2017 als Erster Beigeordneter ab. Henke ist Vorstandsmitglied des AfD-Kreisverbandes Gera-Jena-Saale-Holzland-Kreis.
Er war von Anfang des Jahres 2016 bis zum Ende der Legislaturperiode im Jahr 2019 Mitglied im NSU-Untersuchungsausschuss Thüringen.